# Victim in Pain
| Recensione | Giudizio |
| ---------- | -------- |
| AllMusic   |          |

Victim in Pain è l'album di debutto del gruppo hardcore Agnostic Front. Venne pubblicato nel 1984 dalla Rat Cage Records in seguito all'EP United Blood. Il disco vede la partecipazione di Rob Kabula e Dave Jones, che sostituirono Adam Moochie e Ray "Raybeez" Barbieri rispettivamente al basso e alla batteria. Il disco è oggi disponibile insieme con il suo successore, l'album del 1986 Cause for Alarm.

## Copertina dell'album
La copertina dell'album è la fotografia L'ultimo ebreo di Vinnitsa. Roger Miret ne ha motivato così la scelta: 
«Era una foto molto intensa, ma quello era lo scopo. Volevo che la gente vedesse e sapesse che ciò è accaduto, e che può accadere di nuovo. E quella intensa vista, quella persona che guarda in camera proprio nel momento in cui sta per cadere nella fossa, era qualcosa di intenso, ma sentivo che era una scelta appropriata. Quella persona probabilmente non aveva fatto nulla di male nella sua vita. Questo  è ciò che è stato, ed è stato qualcosa di triste, ma è quello che vediamo accadere ogni giorno anche ai nostri giorni, no?».

## Track list
1. "Victim In Pain" – 0:48
2. "Remind Them" – 1:04
3. "Blind Justice" – 1:26
4. "Last Warning" – 0:46
5. "United and Strong" – 1:09
6. "Power" – 1:44
7. "Hiding Inside" – 1:20
8. "Fascist Attitude" – 2:04
9. "Society Sucker" – 1:12
10. "Your Mistake" – 1:34
11. "With Time" – 2:15

## Formazione
- Roger Miret - voce
- Vinnie Stigma - chitarra
- Rob Kabula - basso
- Dave Jones - batteria